# Gabriela G. Hässel
Gabriela Gustava Hässel (15 de octubre de 1927 – 4 de julio de 2009) fue una botánica, brióloga y docente argentina. Desde 1956 trabajó en el Museo Bernardino Rivadavia, donde permaneció hasta sus últimos días.. Primera becaria del CONICET en 1958.

## Biografía

### Primeros años y formación

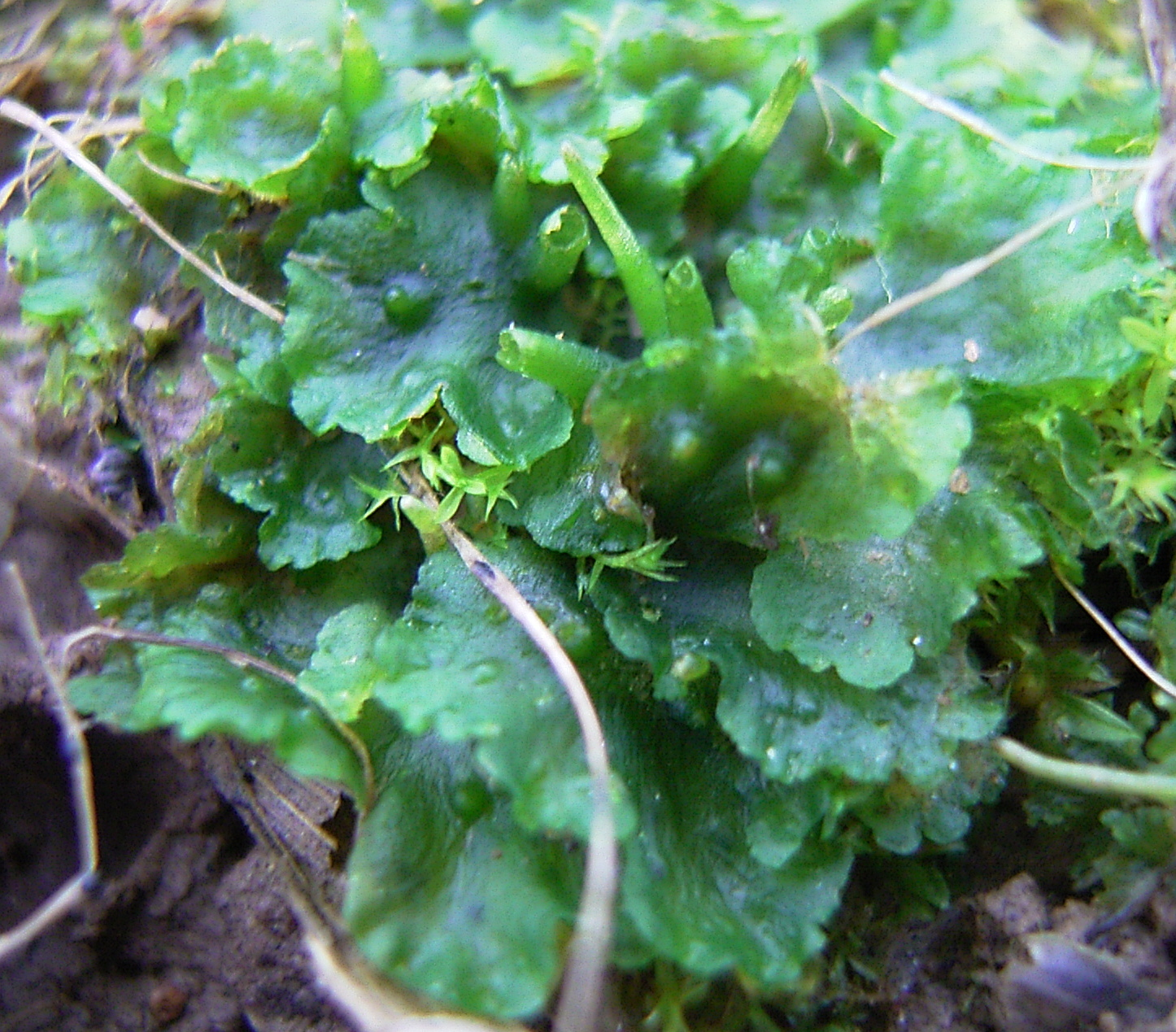
Anthocerotales

En 1946 ingresó a la Facultad de Ciencias Exactas y Naturales de la Universidad de Buenos Aires como estudiante de la orientación Geología. Por sugerencia de uno de sus profesores después del segundo año se pasó a Biología. Fue ayudante de Trabajos Prácticos y Jefe de Laboratorio de Botánica en la Facultad entre los años 1949 y 1955.

## Publicaciones

### Publicaciones como única autora.[3]
- 1957. Monoclea forsteri en Argentina. Bol. Soc. Argent. Bot. 6 (3-4): 248-250.
- 1958. Nota preliminar sobre especies de Riccia halladas en la Argentina. Bol. Soc. Argent. Bot. 7 (2): 99-115.
- 1959. Sobre el hallazgo del género Riella en Sudamérica. Rev. Bryol. Lichen. 28 (3-4): 297-299.
- 1961. Las especies sudamericanas del género Pallavicinia. Bol. Soc. Argent. Bot. 9: 261-282.
- 1961. Las especies argentinas del género Symphyogyna. Bol. Soc. Argent. Bot. 9: 233-260.
- 1961. Una nueva especie de un género nuevo para la Argentina Cyathodium steerei. Rev. Bryol. Lichenol. ser. II, 30 (3-4):223-231.
- 1963. Estudio de la Anthocerotales y Marchantiales de la Argentina. Opera Lilloana 7: 1-297.
- 1964. Nota sobre la Flora Briológica del Uruguay (Hepáticas). Revista Mus. Argent. Cs. Nat. B. Rivadavia, Bot. 3(2): 141-160.
- 1967. Estados iniciales de especies sudamericanas del género Riccardia. Bol. Soc. Argent. Bot. 11 (2-3): 97-104.
- 1970. El género Haplomitrium (Hepaticae) en el extremo austral de América del Sud. Revista Mus. Argent. Cs. Nat. B. Rivadavia, Bot. 3 (5): 235-238.
- 1971. Datos adicionales de la extraordinaria Phyllothallia fuegiana Schust. (Hepaticae). Bol. Soc. Argent. Bot. 13 (4): 290-299.
- 1972. Revisión taxonómica del género Riccardia (especies andinopatagónicas y subantarcticas incluyendo las Islas Juan Fernández, Malvinas y Georgias del Sur). Revista Museo Argentino Cs. Nat. B. Rivadavia, Bot. 4 (1): 1-242.
- 1972. Riella gamundiae n.sp. (Hepaticae) la segunda especie del género hallada en Sudamérica. Rev. Bryol. Lichen. ser. 2,38 (3-4): 579-586.
- 1973. Hepaticae fueginae I. Tegulifolium Hässel gen.nov. Bol.Soc. Argent. Bot. 15 (2-3): 251-257.
- 1974. Hepaticae fueginae II-III. - Comun. Mus. Argent. Cs. Nat.B. Rivadavia, Bot. 2 (9): 45-51.
- 1975. Noticias hepaticológicas sudamericanas 1-16. Revista Mus. Argent. Cs. Nat. B. Rivadavia, Bot. 5 (1): 1-26.
- 1976. Taxonomic problems and progress in the study of the Hepaticae. J. Hattori Bot. Lab. 41: 19-36.
- 1976. Bryological work at Buenos Aires, Argentina. Taxon 25 (2-3): 366-369.
- 1976. Calobryales. In Guarrera, S.A., Gamundi de Amos, I. & Rabinovich de Halperin, D.(eds.), Flora Criptogamica de Tierra del Fuego 15 (1): 15-20.
- 1976. Schistochiloideae. Ibid. 15 (1): 43-87.
- 1976. Personielloideae. Ibid. 15 (1): 88-91.
- 1976. Herzogiariaceae. Ibid. 15 (1): 111-113.
- 1976. Pseudolepicoleaceae. Ibid. 15 (1): 115-139.
- 1977. Liverworts new to South Georgia. Bull. Brit. Antarc.Survey 46: 99-108.
- 1977. Bryophyta, Hepaticae. In Hulbert, S. (ed.), Biota Acuatica de Sudamérica Austral.: 30-33. S. Diego State Univ. California.
- 1979. Riella pampae Hässel n.sp. (Hepaticae) la tercera especie del género hallada en Sudamérica. Revista Mus. Argent. Cs. Nat. B. Rivadavia. Bot. 5 (9): 205-210
- 1980. Liverworts new to South Georgia II. J. Bryol. 11: 107-128
- 1980. Nomina specifica et typi rejicienda. The Bryological Times 5:1-2
- 1981. Patagonian Bryophytes 5. Grollea antheliopsis Schust. and its systematic position. Lindbergia 6: 121-125
- 1981. Patagonian Bryophytes 2. On Herzogiaria teres (Steph.) Fulf. ex Hässel. Lindbergia 7: 23-26
- 1981. Patagonian Bryophytes 3. Isophyllaria attenuata (Rod.) Hodgs. new to Chile. Lindbergia 7: 43-46
- 1981. Elaters: spiral or helicoidal bands, sinistrorse or dextrorse?. The Bryological Times 11: 3-4
- 1982. Summary of Contribution on Hepaticae. In Geissler P. & Greene S.W. (eds.), Bryophyte Taxonomy, methods, practices and floristic exploration. Beih. Nova Hedwigia 71:547-549
- 1983. Patagonian Bryophytes 9. Frullania magellanica Web. et Nees and Frullania sprengelii Steph. Lindbergia 9: 93-98.
- 1983. Informaciones nomenclaturales sobre las especies del género Plagiochila (Hepaticae) de Argentina y Chile. Bol. Soc. Argent. Bot. 22 (1-4): 87-129
- 1984. The Bulbils of the Lepidoziaceae. J. Hattori Bot. Lab. 56:1-11, fig. 1-3
- 1984. Anthoceros punctatus L., sus esporas. Cryptogamie 5 (1-2): 201-209
- 1986. Leiosporoceros Hässel n.gen. and Leiosporocerotaceae Hässel n. fam. of Anthocerotopsida. J. Bryol. 14: 255-259
- 1986. Leioscyphus repens Mitt. a lost taxon from New Zealand?. The Bryological Times 40: 3-4
- 1986. Neue Lebermoosfunde aus dem Nordosten Argentiniens.Veröff. Geobot. Inst. ETH, Stiftung Rübel, Zürich 91: 293-304
- 1986. The Discovery of Sullivant’s Wilkes U.S. Exploring Expedition Hepaticae. The “Fuegian” Specimens. The Bryologist 89 (4): 291-295.
- 1987. Phaeoceros laevis (L.) Prosk. and P. carolinianus (Michx.) Prosk., their spores. J. Hattori Bot. Lab. 62: 281-288.
- 1987. Progress with knowledge of the submerged genus Riella (Hepaticae) in Argentina. In: Pocs T., Simon T., Tuba Z. & Podani J. (eds.), Symposia Biologica Hungarica 35 (A):335-342.
- 1987. Sobre dos especies de Riella (Hepaticae) recientemente halladas en Argentina. Bol. Soc. Argent. Bot. 25 (1-2): 85-91.
- 1988. A proposal for a new classification of the genera within the Anthocerotophyta. J. Hattori Bot. Lab. 64: 71-86.
- 1988. Patagonian Bryophytes 10. Pisanoa chilensis Hässel, a new genus and species of Jungermanniaceae (Hepatophyta). Lindbergia 14: 179-182.
- 1989. Perdusenia reophila Hässel, a new genus and species of Hepatophyta from southern Southamerica. Revista Mus. Argent. Cs. Nat. B. Rivadavia, Bot. 7 (2): 11-17.
- 1989. Las especies de Phaeoceros (Anthocerotophyta) de América del Norte, Sud y Central; la ornamentación de sus esporas y taxonomía. Candollea 44 (2): 715-739.
- 1990. Las especies de Anthoceros y Folioceros (Anthocerotophyta) de América del Norte, Sud y Central; la ornamentación de sus esporas y taxonomía. Candollea 45 (1): 201-220.
- 1992. Patagonian bryophytes 11. On Arctoscyphus ronsmithii Hässel (Hepatophyta), a new genus and species, with comments on Pedinophyllopsis Schust. et Inoue. Lindbergia 16: 133-137.
- 1993. Influencia de botánicos alemanes en el conocimiento de las plantas inferiores de la Argentina. Actas Simposio Internacional Influencias científicas alemanas en la Argentina: 69-75.
- 1994. Patagonian Bryophytes 12. On Treubia scapanioides Schust. J. Hattori Bot. Lab. 75: 237-242.
- 1995. Little known Chiloscyphus species from southern South America (Hepatophyta). Nova Hedwigia 61 (3-4): 397-415.
- 1995. Little known Chiloscyphus (Hepatophyta) species from southern South America. 2. J. Hattori Bot. Lab. 78: 63-81.
- 1996. Reduction of Clasmatocolea Spruce and Xenocephalozia Schust. to the synonymy of Chiloscyphus Corda. Some rehabilitations and new combinations in Chiloscyphus (Hepatophyta). Nova Hedwigia 63 (3-4): 493-516.
- 1996. La ubicación taxonómica de Leioscyphus repens? Mitt. var. b fuegiensis Mass. (Hepatophyta). Cryptogamie 17 (3):163-170.
- 1998. Avances en taxonomía de Hepáticas Austrosudamericanas.Monogr. Syst. Bot. Missouri Bot. Gard. 68: 87-100.
- 1999. Chiloscyphus subgenus Phaeochiloscyphus (Hepatophyta) from southern South America. Revista Mus. Argent. Cs. Nat. B. Rivadavia, n. serie 1 (2): 121-127.
- 2000. On Chiloscyphus aequifolius (Nees & Mont.)Hässel comb. nov. (Hepatophyta), from Chile, and its brood branchlets. J. Hattori Bot. Lab. 88: 245-255.
- 2000. Parachiloscyphus Hässel new subgenus of Chiloscyphus Corda (Hepatophyta) from southern South America. Nova Hedwigia 70 (3-4): 451-460.
- 2001. Eurychiloscyphus Hässel a new subgenus of Chiloscyphus Corda (Hepatophyta) from southern South America. Lindbergia 26: 37-42.
- 2001. Revision of the genus Leptoscyphus Mitt. (Hepatophyta) from southern South America. J. Hattori Bot. Lab. 91: 205-227.
- 2002. One new combination and one new species in Leiomitra (Trichocoleaceae, Hepatophyta) from outhern South America. Novon 12: 465-470.
- 2003. Obituario. Oscar Kühnemann. Bol. Soc. Argent. Bot. 38 (3-4): 357-359
- 2003. Hepáticas y Anthoceros del Sur de Sudamérica. Bol. Soc. Argent. Bot. 38 (supl.): 5-6
- 2004. Andinopatagonian species of Plagiochila (Plagiochilaceae Marchantiophyta). I. Sectio Robustae Carl emend. Hässel and II. Sectio Equitantes Carl emend. Hässel. J. Hattori Bot. Lab. 96: 245-260
- 2004. Andinopatagonian species of Plagiochila (Plagiochilaceae, Marchantiophyta). Sectio Obcuneatae Carl. Revista Mus. Argent. Cs. Nat. B. Rivadavia 6 (2): 197-208
- 2005. On Chiloscyphus aphelophyllus Hässel, sp. nov. and C. apophyllus Hässel, sp. nov. (Marchantiophyta, Geocalycaceae) from Chile. J. Hattori Bot. Lab. 98: 123-129
- 2006. Andinopatagonian species of Plagiochila (Plagiochilaceae, Marchantiophyta). I Sectio Hirtae and II Sectio Angulatae. J. Hattori Bot. Lab. 100: 101-118
- 2006. Aneura polyclada, A. polyptera and A. denticulata (Aneuraceae) from South America, ignored names since 1886. The Bryologist 109 (1): 33-37
- 2006. Paraphymatoceros Hässel, gen. nov. (Anthocerotophyta). Phytologia 88(2): 208-211
- 2008. Andinopatagonian species of Plagiochila (Plagiochilaceae, Marchantiophyta). Sectio Chilenses Carl. Nova Hedwigia 86 (1-2): 169-199
- 2008. Andinopatagonian species of Plagiochila (Plagiochilaceae, Marchantiophyta). I Sectio Oligodontes Carl, II. Sectio Flexicaules Carl and III. Sectio Longiflorae Carl. Revista Mus. Argent. Cs. Nat. B. Rivadavia, n. serie 10 (1): 1-15
- 2009. Andinopatagonian species of Plagiochila (Plagiochilaceae, Marchantiophyta). I Sectio Duseniae Carl emend. Hässel and Sectio II. Jacquinotiae Hässel sect. nov. Nova Hedwigia 89(1-2): 71-95

- La abreviatura «Hässel» se emplea para indicar a Gabriela G. Hässel como autoridad en la descripción y clasificación científica de los vegetales.[4]